# Lituania en los Juegos Paralímpicos de Pekín 2008
Lituania estuvo representada en los Juegos Paralímpicos de Pekín 2008 por un total de 26 deportistas, 14 mujeres y 12 hombres.

## Medallistas
El equipo paralímpico lituano obtuvo las siguientes medallas:
| Nombre                                                                                                  | Deporte   | Evento               |
| --- | --------- | -------------------- |
| Oro |           |                      |
| — |           |                      |
| Plata                                                                                                   |           |                      |
| Aldona Grigaliūnienė                                                                                    | Atletismo | Peso F37/38 femenino |
| Arvydas Juchna Saulius Leonavičius Nerijus Montvydas Genrik Pavliukianec Žydrūnas Šimkus Marius Zibolis | Golbol    | Torneo masculino     |
| Bronce                                                                                                  |           |                      |
| — |           |                      |